# Valentin Bousch

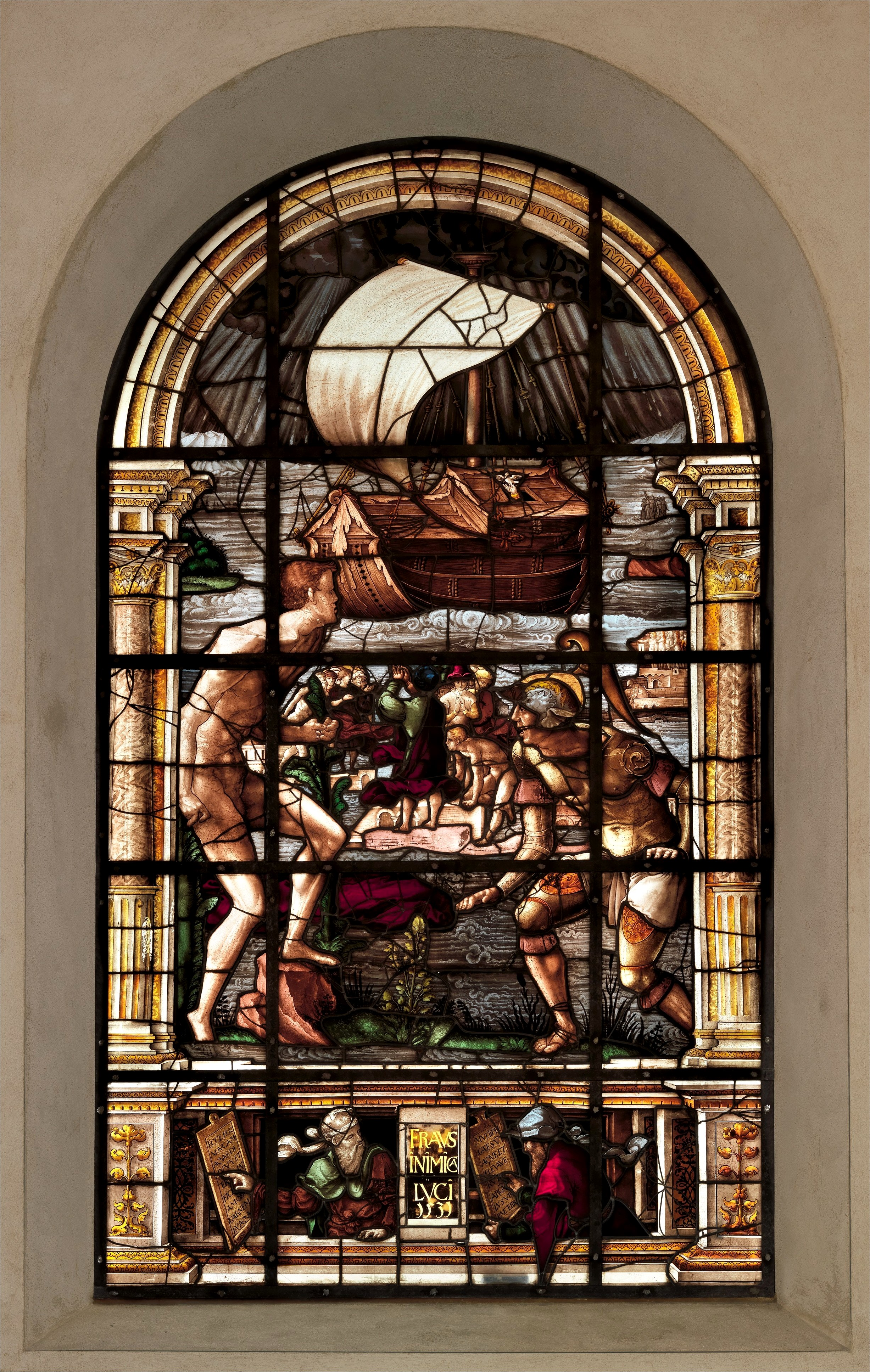
″El Diluvio″ de Valentin Bousch, 1531. Vidrio, pintado y teñido. 11 pies 10 1/4 pulg x 5 pies 7 pulg Museo Metropolitano de Arte.

Valentin Bousch (circa 1490 – agosto de 1541) fue un vidriero y pintor renacentista de Estrasburgo, activo en el Ducado de Lorena y la República de Metz . Bousch, una rareza entre los artistas de las vidrieras, es considerado como alguien que buscó activamente expresar nuevas ideas en su arte, a menudo antes de que se utilizaran ampliamente en la zona, revisando su método incluso de una ventana a otra, para crear llamativos efectos renacentistas y un estilo personal.

## Vida
Bousch nació en Estrasburgo. La primera mención de su trabajo está en Saint-Nicolas-de-Port, cerca de Nancy en 1514. Bousch estuvo activo allí desde 1514 hasta 1520, desarrolló un gran estudio de vidrio e hizo muchas ventanas para la basílica de San Nicolás. En 1518 también realizó vidrieras para la iglesia prioral de Varangéville por encargo del obispo de Metz, Juan IV de Lorena. El 25 de septiembre de 1518, Valentin Bousch se convirtió en el maestro vidriero de la catedral de Metz, realizó la mayor parte de los trabajos en los años 1520-1528, y 1534-1539. Entremedias,  realizó un ciclo de escenas bíblicas para la iglesia del priorato de Saint-Firmin en Flavigny-sur-Moselle. En la Biblioteca Municipal de Nancy se conservan varios documentos relativos a Bousch, incluido su testamento.

## Obra

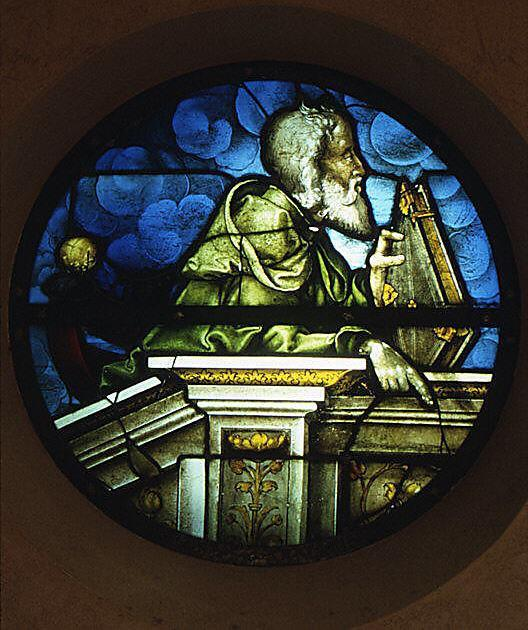
Vidriado "El profeta Moisés" de Valentin Bousch, 1533. diámetro 32 pulgadas (81,3 cm)) Lorena, Metz. Donación del legado de Joseph Pulitzer al Museo Metropolitano, 1917

Ejemplos de su habilidad se conservan en la basílica de Saint-Nicolas-de-Port y en la catedral de Metz. Además, Bousch realizó varias vidrieras por encargo de la burguesía de Metz para iglesias, hoteles y capillas de la campiña lorena. Una obra atribuida a su alumno, de 1548, se encuentra en la iglesia de San Marcel, Ennery, Mosela

### San Nicolás de Port
En Saint-Nicolas-de-Port, gran parte de las vidrieras no sobrevivieron a la Guerra de los Treinta Años y a los acontecimientos posteriores, y otras partes están reordenadas. Sin embargo, se atribuye a Bousch el gran rosetón y algunas ventanas, en su totalidad o en parte, en las pequeñas capillas. Las repeticiones, así como algunas atribuciones inciertas, se explican por el hecho de que las obras fueron encargadas en su mayoría por donantes, y no formaban parte de un diseño global de la iglesia.
En la Chapelle Notre Dame des Victoires: La Dormición de María, su funeral y su Asunción; y en otra ventana, la Presentación de María, la Visitación y la Presentación de Jesús en el Templo.  En la Capilla Santa Ana: posiblemente una ventana con la Anunciación y Santa Bárbara, y otra con donantes de la iglesia, escudos y Adrián de Nicomedia. En la Capilla de los santos arcángeles Miguel, Rafael y Gabriel – solo partes. En la Capilla de San Vicente y Saint Fiacro, dos representaciones de San Jorge y el Dragón, un Martín de Tours montado dando su capa y una Catalina de Alejandría, en ventanas compartidas con otros artistas.
Dos ventanas mayores, están dedicadas una a San Sebastián y otros personajes, la otra mayoritariamente a la Transfiguración de Jesús, atestiguada por un círculo con Moisés, Elías, San Pedro y otros.

### Metz

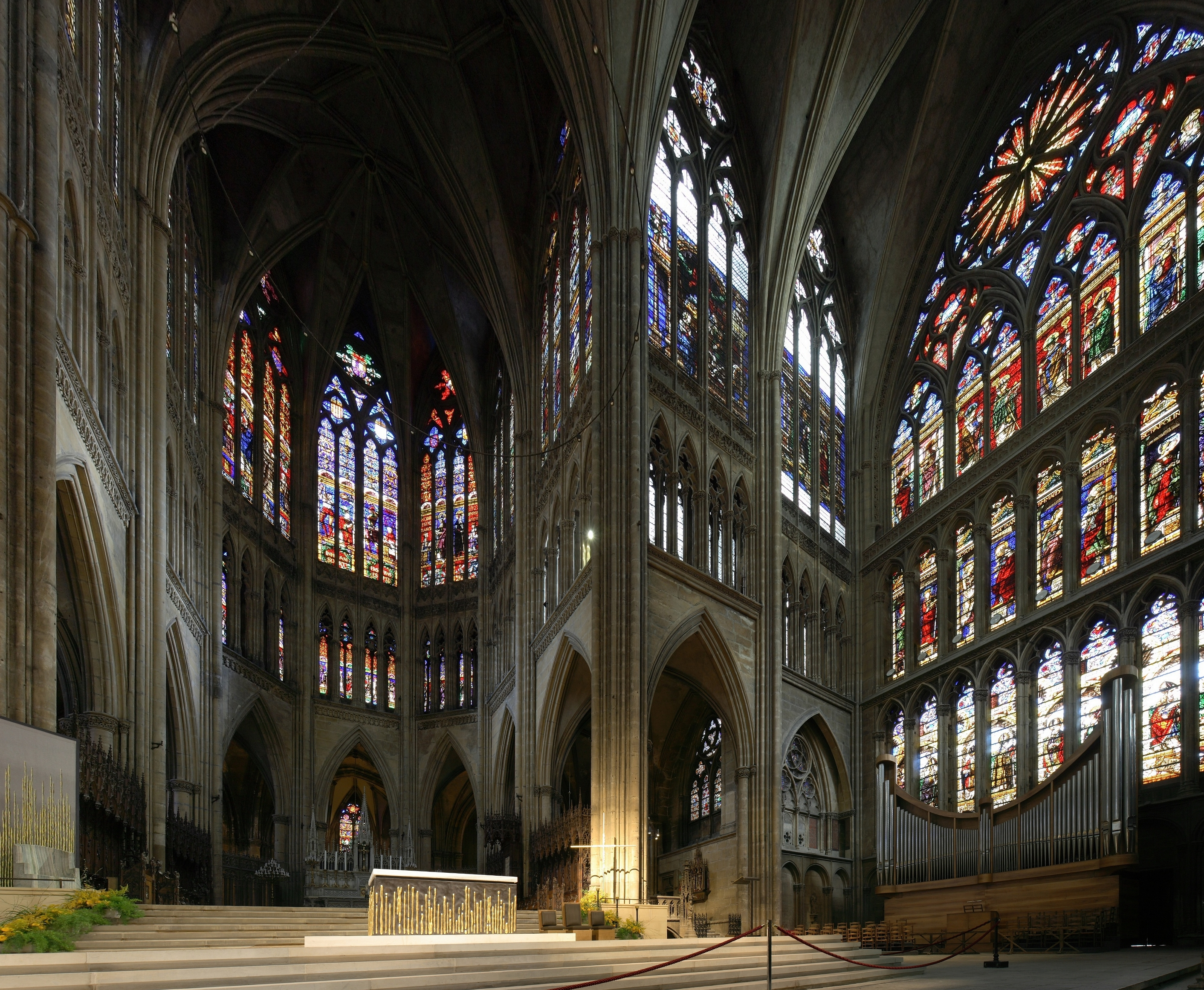
Vidrieras del coro y transepto sur, catedral de Metz

En Metz Bousch realizó la mayor parte de las vidrieras del coro y del crucero sur.

### Flavigny-sur-Moselle
Las ventanas de Flavigny-sur-Moselle muestran el estilo maduro de Bousch. De un ciclo de siete, tres se perdieron en 1850 y cuatro fueron vendidas en 1904 por el priorato y están dispersas en América del Norte. Dos están en el Museo Metropolitano de Arte (junto con cuatro piezas más pequeñas), una en la iglesia St. Joseph, Stockbridge, Massachusetts y otra en una colección privada en Canadá.

## Técnica
Como vidriero, Bousch producía grandes cortes de vidrio que eran técnicamente difíciles de realizar y permitían una mayor libertad en la pintura. Los vidrios de Bousch estaban diseñados para mantener la red de líneas de refuerzo de plomo de cada ventana a lo largo de los contornos pintados del cuadro, para que no interrumpieran la escena. En ocasiones, se incorporaban líneas de plomo evidentes para enfatizar un objeto. El método más tradicional de colocar las líneas de plomo de forma que ayuden a definir los paneles, o a resaltar la cabeza de una persona, se utilizaba como segunda opción en la obra de Bousch.
Como pintor, Bousch utilizó los grandes cortes de vidrio para presentar ricos conjuntos de sombras y detalles de fondo, aplicando lavados de color grisalla en modulación La luminosidad y el color de su soporte entraron en juego, ya que dejó las zonas más brillantes del cuadro, las superficies menos matizadas en un vaso. Se añadieron detalles ilusionistas para distraer al espectador de las líneas de plomo.

## Influencias
Bousch extrajo ideas de varias escuelas y medios artísticos y las adaptó a la pintura sobre vidrio, lo que resultó en desafiar algunas características del gótico tardío y las técnicas tradicionales del campo de las vidrieras. Las primeras influencias identificadas fueron artistas del Renacimiento renano o alemán. Algunos elementos de Hans Baldung Grien, y Alberto Durero, pero también el Retablo de Isenheim de Matthias Grünewald y la Crucifixión de 1503, de Lucas Cranach el Viejo se han emparejado cada uno con un detalle paralelo de Bousch. Probablemente estudió sus obras a partir de grabados, pero probablemente también conoció a Baldung Grien, un ciudadano de Estrasburgo, en persona. Bousch tenía su propia experiencia en la pintura de tablas .
En la obra posterior de Bousch, especialmente en las ventanas de Flavigny-sur-Moselle, además de utilizar las obras de estos artistas como modelos, Bousch introdujo muchas novedades. Las decoraciones góticas, como el follaje y los fondos adamascados, se redujeron al mínimo y se sustituyeron por marcos arquitectónicos neoclásicos; los paneles de vidrio genérico dieron paso a los cortes y guiones más avanzados de Bousch; los halos, a los haces de luz naturalistas. La perspectiva se matizó con distintos fines emotivos, los objetos se colocaron estratégicamente en el espacio y las personas se dispusieron en posturas dramáticas y decididas, algunas en atrevida desnudez. Todos estos son signos de otra capa de influencias en la obra de Bousch, la del Renacimiento y el Manierismo italianos.  embargo, no se conocen fuentes directas de esta fase.
En una dimensión religiosa, su obra de Flavigny-sur-Moselle también se ha relacionado con la respuesta relativamente comprensiva de un prior católico al pensamiento humanista protestante; el ciclo se interpreta como la identificación de una historia de predestinación dentro de la Biblia.